# النيل عبد القادر أبوقرون

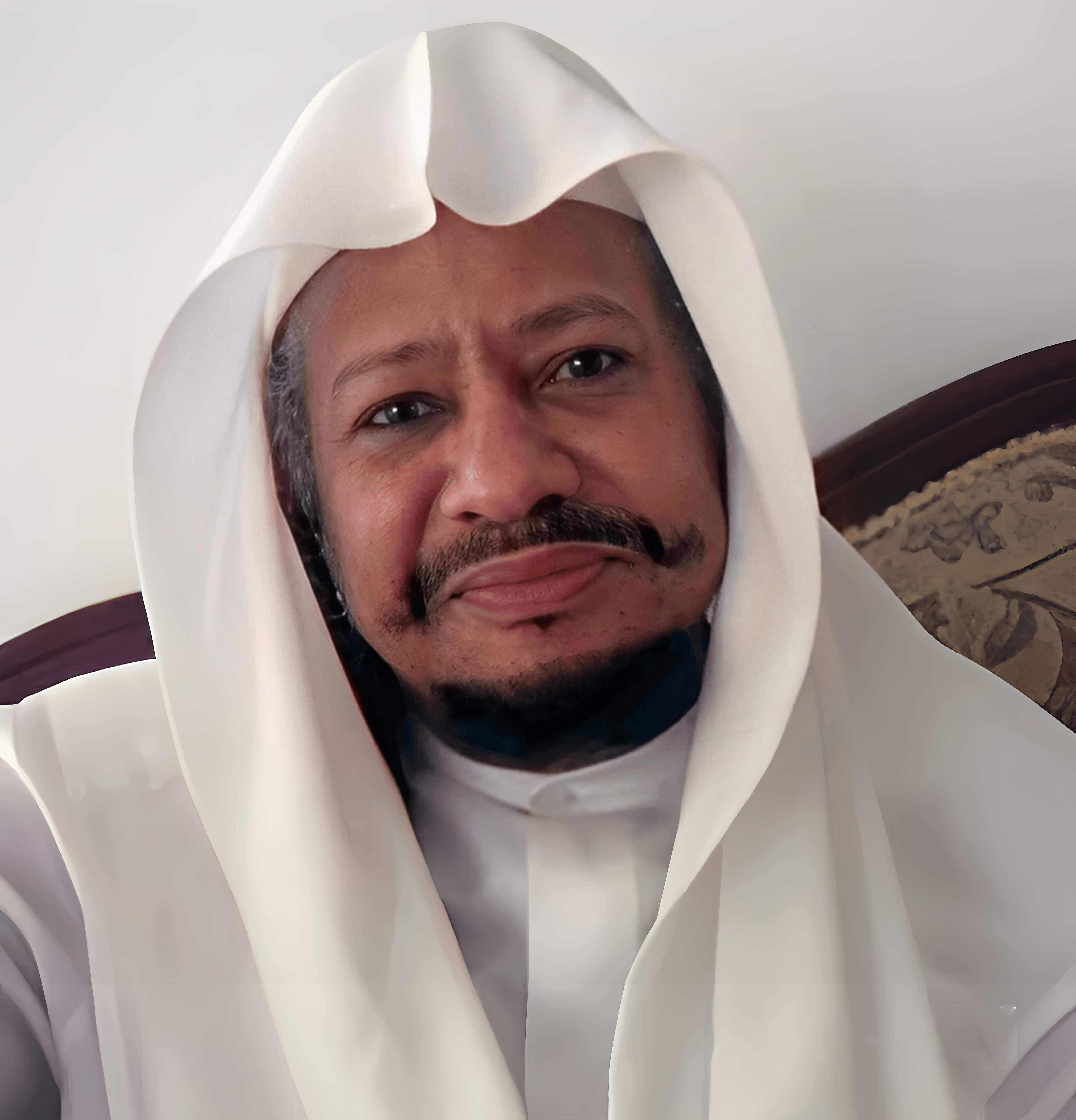
الشيخ النّيَّل عَبْد القادر أبُوقرونْ

الشيخ النّيَّل عَبْد القادر أبُوقرونْ هو مفكر ومؤصل ، عمل بالقضاء ، قانوني دستوري و وزير سابق. كاتب في قضايا الفكر الديني و مراجعاته ، علم الاديان المقارن والحفريات المعرفيه ، الدراسات الحضارية و الادب الشعبي والعرفان. صدرت له العديد من العناوين والمؤلفات في المكتبة العربيه تمت ترجمة ثلاث منها للغة الانجليزية.
نشأ وترعرع في  أحد اكبر البيوتات الدينيه في السودان وجمع بين تعليم القرآن والتصوف والتعليم النظامي و تخرج في كلية القانون جامعة الخرطوم. وهو من اوائل الذين صدحوا و شرعوا بالمراجعات في الفكر الديني وخاض معارك فكريه ضاريه مع التيارات الظلاميه تحمل بسببها الكثير قدم فيها منهج العصمة النبويه اساسا لقراءة و فهم القران و مرجعية الاخلاق المحمديه هدياً وتعاملاً واقتداء، والالتقاء مع الاخر المختلف بما يجمع من قواسم القيم و المشتركات الانسانيه.

## الميلاد والنشأة
ولد الشيخ النّيَّل عَبْد القادر أبُوقرونْ حوالي منتصف القرن الماضي عام 1947 في قرية (الشيخ أبوقرون) التي اسسها جده الشيخ محمد ابوقرون على نار القران والهدى النبوي الشريف في منطقة شرق النيل لتصير واحدةً من اكبر بيوت التصوف ورايات الطريقة القادرية في السودان شرقي العاصمة السودانية الخرطوم و تربى في هذه الاجواء الروحانية ودرس القران في خلوة جده ومن ثم التحق بالتعليم النظامي.

## مسيرته العلمية
تخرج في كلية القانون جامعة الخرطوم واثناء دراسته فيها فاز بحثه عن الشاعر عبد الله ودشوراني بالجائزة الاولي للدورة الثانية من جائزة السلمابي التي تنظمها جامعة الخرطوم كما قامت دار النشر بجامعه الخرطوم بطباعته واصداره في كتاب.

## حياته العملية

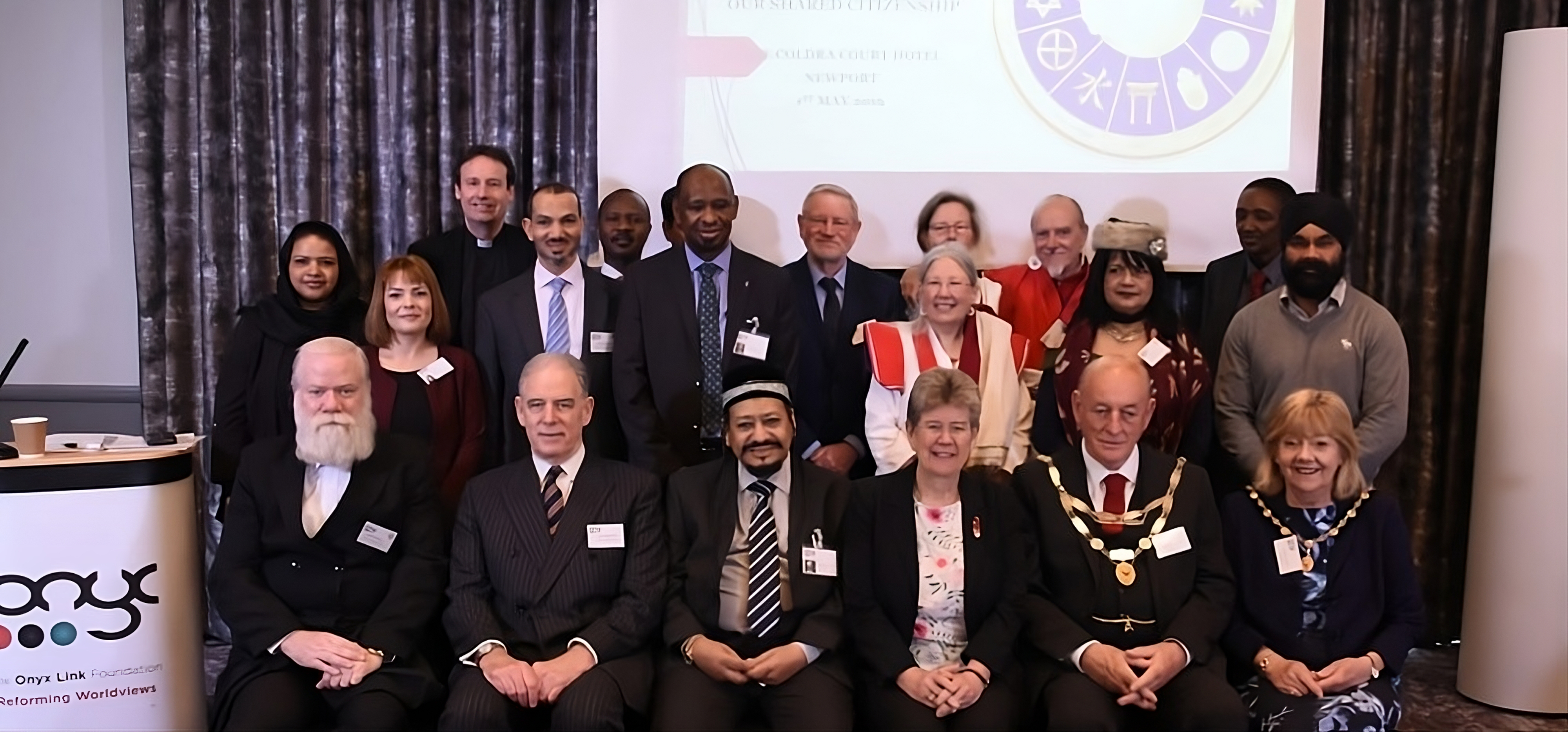
الشيخ النيل ابوقرون في مؤتمر اونيكس للتواصل الفكري لحوار اهل الايمان بالمملكة المتحدة

- التحق بالهيئة القضائية قاضيا في العام 1971 وتدرج في العمل بكل الدرجات الاولي والمديرية والاستئناف وشملت وظيفته القضائية كذلك تنوعا جغرافيا في مدن عدة وانتدب بعد ذلك للعمل برئاسة الجمهورية كملحق قضائي بطلب من الرئيس السوداني الاسبق جعفر نميري فكان علي راس الذين اعدوا تشريعات قوانين الشريعة الاسلامية في السودان لاول مرة.

- عمل وزيرا للشئون القانونية في جمهورية السودان.

- يتولي خلافة والده علي سجادة التصوف قياما باعباءها وادوارها الروحية والمجتمعية.

- من اوائل الذين جهروا بضرورة المراجعات في الفكر الاسلامي وقدم مشروعاً فكرياً شاملاً يستند علي المرجعية النبوية الشريفة واثبات عصمتها كشارح ومفسر للقران العظيم مصوبا الانظار نحو المشكلة الاساسية التي تعاني منها الامة في الموروث الاسلامي وكتب التراث ليصير واحدا من اهم مصادر التجديد والاستنارة في الفكر الاسلامي المعاصر و تعرض بسبب ذلك لمضايقات شتي ومحاولات تشويه سمعته بالتهم المذهبية التي ينادي فكره التحرر منها والتي حسمها قضائياً.
- حاليا يشغل الشيخ النيّل رئاسة وكرسي البحوث و الجودة في منظمة أونيكس لينك البريطانية وهى مؤسسة تعنى بقضايا الاصلاح الفكري وعالميته و مقرها ويلز و تضم اسماء و مراجع علمية معروفة في كل مجالات الفكر الانساني المعاصر الى جانب عدد كبير من المتطوعين.[3]

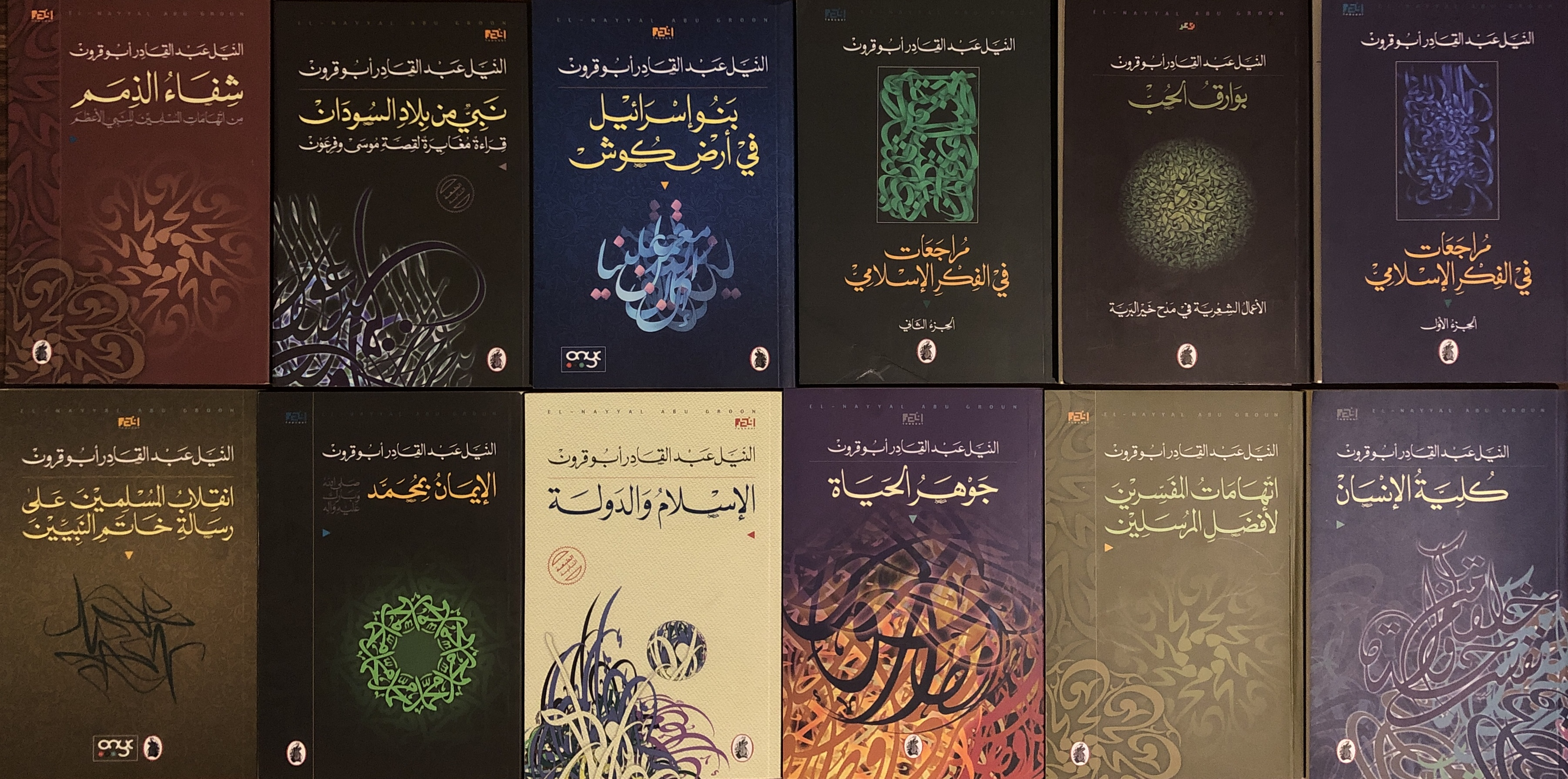
مجموعة من مؤلفات الشيخ النيل أبوقرون

## إصداراته الفكرية والأدبية
- رسائل الشيخ النيل - مراجعات في الفكر الإسلامي – دار ورد الاردنية - عمان 2008

- كليّة الانسان – المؤسسة العربية للدراسات والنشر – بيروت 2012

- الإيمان بمحمّد – المؤسسة العربية للدراسات والنشر- بيروت

- شفاء الذمم من اتهامات المسلمين للنبي الأعظم – المؤسسة العربية للدراسات والنشر – بيروت 2013

- مراجعات في الفكر الاسلامي - الجزء الاول – المؤسسة العربية للدراسات والنشر 2014

- مراجعات في الفكر الاسلامي - الجزء الثاني – المؤسسة العربية للدراسات والنشر 2014

- بوارق الحب – الأعمال الشعرية في مدح خير البرية – المؤسسة العربية للدراسات والنشر – بيروت 2014

- نبي من بلاد السودان - قراءة مغايرة لقصة موسى وفرعون – المؤسسة العربية للدراسات والنشر – بيروت ط 2 – 2015

- الاسلام والدولة – المؤسسة العربية للدراسات والنشر – بيروت ط 2 – 2015

- اتهامات المفسرين لسيّد المرسلين - المؤسسة العربية للدراسات و النشر- بيروت – 2016

- ود شوراني - بحث في التراث الشعبي – السودان – 2017
- جوهر الحياة - المؤسسة العربية للدراسات والنشر – بيروت - 2018

- بنو إسرائيل في أرض كوش[4] -  مؤسسة اونيكس للتواصل الفكري البريطانية والمؤسسة العربية للدراسات والنشر - بيروت 2020

- إنقلاب المسلمين على رسالة خاتم النبيين – المؤسسة العربية للدراسات و النشر- بيروت - 2021[5]

## ترجمة له بعض الكتب الي الانجليزية ومن بينها
1-The All-Embracing Message of Islam (English): Published by
Outskirts Press, Inc. 2009. Second Edition by Xlibris UK 2016.
2 - Islam &  the  State (Arabic):  Published   by  The   Arab
Establishment for Research  and Publication  1st   Edition
2011; 2nd Edition 2015. English Edition coming soon.
3 - Moses, A Prophet from the Land of Sudan (Arabic): Published by The Arab Establishment for Research and Publication 2011. English edition, 2020.
4 - Having Faith in Muhammad (Arabic): Published by The
Arab Establishment for Research and Publication 2012. English edition coming soon.
5 -The Remedy of Souls from Accusations Held by Muslims Against the Prophet (Arabic): Published by The Arab Establishment for Research and Publication 2013. English edition 1, by Matador, London; English edition 2, by Xlibris UK
6 -The Children of Israel in the Land of Kush, English edition, in print, coming soon.

## شارك في كثير من المؤتمرات العالمية والحوارات الفكرية
- مؤتمر منهاج القران - المملكة المتحدة - لندن

- منتدى الفكر العربي - الاردن - عمان

- حوار الاديان - جامعة كارديف – المملكة المتحدة
- مؤتمر اونيكس لحوار اهل الايمان و المعتقدات الاول - وليز - المملكة المتحدة[6]
- مؤتمر اونيكس لحوار اهل الايمان و المعتقدات الثاني - وليز - المملكة المتحدة[7]

- عضو المجلس الاعلى للتصوف - السودان

- عضو المجلس الاعلى للدعوة الاسلامية - السودان

- له العديد من البرامج والمصنفات الفكرية واللقاءات الحوارية وأصدرت له الفنانة الاردنية كارولين ماضي[8] والفنان التونسي الكبير احمد جلمام وفرقة الأصايل السودانية والمادح خالد عبد الرحمن العديد من الألبومات والمصنفات من ديوانه بوارق الحب في المدح النبوي الشريف.

- له العديد من الحوارات مع المحطات التلفزية السودانية إضافة الى الحوارات الصحفية العربية والدولية.[9][10]